# On a Day Like Today (single)
On a Day Like Today is een nummer van de Canadese muzikant Bryan Adams uit 1998. Het is eerste single van zijn gelijknamige achtste studioalbum.
Het meeste succes had het nummer in Adams' thuisland Canada, waar het de nummer 1-positie behaalde. Buiten Canada was het nummer vooral in Polen en het Verenigd Koninkrijk succesvol. In het Nederlandse taalgebied werd het nummer slechts een mager succesje, met in Nederland een 10e positie in de Tipparade, en in Vlaanderen de 4e positie in de Tipparade.